# Yao Jie
Yao Jie (chin.: 姚洁, Pinyin: Yáo Jié) (* 10. April 1977 in Wuhan, Hubei) ist eine in China geborene Badmintonspielerin, die später für die Niederlande startete.
Yao spielte bei den Olympischen Spielen 2004 in Athen. In der ersten Runde gewann sie gegen Jiang Yanmei (Singapur), doch im Achtelfinale scheiterte sie an Wang Chen aus Hongkong.
Mit dem BC Amersfoort erreichte sie das Finale des Europacups 2007, der in Amersfoort selbst ausgetragen wurde. Mit Lotte Bruil, Larisa Griga, Dicky Palyama und Eric Pang verloren sie gegen das Team NL Primorje. Bei den Dutch Open 2012 erklärte Yao Jie, dass dieses ihre letzten Dutch Open seien.

## Sportliche Erfolge
| Saison | Veranstaltung                      | Disziplin   | Platz | Name                            |
| ------ | ---------------------------------- | ----------- | ----- | ------------------------------- |
| 1995   | Brunei Open                        | Dameneinzel | 1     | Yao Jie                         |
| 1996   | German Open                        | Dameneinzel | 1     | Yao Jie                         |
| 1998   | Brunei Open                        | Dameneinzel | 3     | Yao Jie                         |
| 1998   | Weltmeisterschaften der Studenten  | Damendoppel | 2     | Liu Lu / Yao Jie                |
| 1998   | Weltmeisterschaften der Studenten  | Dameneinzel | 1     | Yao Jie                         |
| 1999   | Thailand Open                      | Damendoppel | 5     | Yao Jie / Zhou Mi               |
| 2001   | Dutch International                | Dameneinzel | 1     | Yao Jie                         |
| 2002   | Swiss Open                         | Dameneinzel | 3     | Yao Jie                         |
| 2002   | Niederlande: Einzelmeisterschaften | Dameneinzel | 1     | Yao Jie                         |
| 2002   | Europameisterschaft                | Dameneinzel | 1     | Yao Jie                         |
| 2003   | Niederlande: Einzelmeisterschaften | Dameneinzel | 1     | Yao Jie                         |
| 2003   | Weltmeisterschaft                  | Dameneinzel | 33    | Yao Jie                         |
| 2003   | Dutch Open                         | Dameneinzel | 1     | Yao Jie                         |
| 2004   | Thailand Open                      | Dameneinzel | 1     | Yao Jie                         |
| 2004   | Olympia                            | Dameneinzel | 9     | Yao Jie                         |
| 2004   | Niederlande: Einzelmeisterschaften | Damendoppel | 1     | Yao Jie / Lotte Bruil-Jonathans |
| 2004   | Niederlande: Einzelmeisterschaften | Dameneinzel | 1     | Yao Jie                         |
| 2004   | Europameisterschaft                | Dameneinzel | 3     | Yao Jie                         |
| 2005   | Niederlande: Einzelmeisterschaften | Dameneinzel | 1     | Yao Jie                         |
| 2005   | Thailand Open                      | Dameneinzel | 1     | Yao Jie                         |
| 2006   | Europameisterschaft                | Dameneinzel | 3     | Yao Jie                         |
| 2006   | Thailand Open                      | Dameneinzel | 3     | Yao Jie                         |
| 2006   | China Open                         | Dameneinzel | 2     | Yao Jie                         |
| 2006   | Macau Open                         | Dameneinzel | 3     | Yao Jie                         |
| 2007   | Niederlande: Einzelmeisterschaften | Dameneinzel | 1     | Yao Jie                         |
| 2008   | Dutch Open                         | Dameneinzel | 1     | Yao Jie                         |
| 2009   | Belgian International              | Dameneinzel | 1     | Yao Jie                         |
| 2012   | Finnish International              | Dameneinzel | 1     | Yao Lie                         |
| 2012   | Dutch International                | Dameneinzel | 1     | Yao Lie                         |
| 2012   | Europameisterschaft                | Dameneinzel | 3     | Yao Jie                         |
| 2012   | Bitburger Open                     | Dameneinzel | 2     | Yao Jie                         |
| 2013   | Niederlande: Einzelmeisterschaften | Dameneinzel | 1     | Yao Lie                         |